# Orobanche daninii
Orobanche daninii är en snyltrotsväxtart som beskrevs av Domina och Raimondo. Orobanche daninii ingår i släktet snyltrötter, och familjen snyltrotsväxter. Inga underarter finns listade i Catalogue of Life.